# Обідний Михайло Юрійович
Обідний Михайло Юрійович (нар. 11 липня 1889 Миргород — пом. 7 січня 1938 Мукачеве) — український етнограф, письменник, співзасновник Етнографічного товариства Підкарпатської Русі, сотник армії УНР, начальник Головного військово-історичного музею-архіву при Генеральному штабі військ УНР у місті Празі.

## Життєпис
Народився в місті Миргород. Згодом навчався в 2-му Московському Кадетському корпусі та на етнографічно-антропологічному відділенні Географічного інституту в Києві. До 1910 працював учителем на Кубані. Пізніше — співробітник Катеринославського обласного музею імені Олександра Поля та Київського художньо-промислового і наукового музею. У 1918—19 роках віце-директор Київського воєнно-історичного музею. Очолював Військово-історичний відділ Головного управління Генштабу УНР. Член Комісії з охорони пам'яток при Головному управлінні мистецтв і національної культури, секретар Українського військово-історичного товариства, член-секретар Подільського товариства охорони пам'яток старовини і мистецтва. Один з ініціаторів створення Військово-історичного архіву при Генштабі УНР. З весни 1920 року— помічник начальника культурно-освітнього відділу військового міністерства УНР та керівник Головного військово-історичного музею-архіву (ГВІМА) Армії УНР. Від листопада 1920  року — на еміграції у Польщі та Чехословаччині.
Один із засновників та голова літературно-мистецького товариства «Сонцесвіт» (1921) у місті Тарнів (Польща), котре 1922 видало однойменний альманах. 1923 року за власною ініціативою перевіз частину фондів ГВІМА із міста Тарнів до Праги де перебував на посаді управителя відділу документів та музейного відділу УНМА в місті Прага (1923—30). Ці документи та матеріали склали основу Національного музею-архіву при Українському громадському комітеті (від 1925 року— при Українському інституті громадознавства) в Празі. Здобув науковий ступінь доктора в Українському високому педагогічному інституті. Від 1933 — на Закарпатті. Один із фундаторів Етнографічного товариства Підкарпатської Русі (1934—35) та доглядач Етнографічного музею. Помер у місті Мукачеве. Особовий фонд (ф. 3504) Обідного зберігається в Центральному державному архіві вищих органів влади і управління України.

## Твори
Окрім організації архівної та музейної справи Михайло Обідний також є автором низки статей на літературні, мистецькі, музейні й етнографічні теми, зокрема, про український рух на Кубані на поч. 20 ст., фольклор адигейців, організацію музейної й архівної справи, та поетичних збірок, спогадів про В.Самійленка. Виконав низку перекладів із чеської мови.

### Поетичні збірки
- «Під сяйвом волі» (1917)
- «Нерозцвілі ранки» (1923)

### Вибране зі статей
- В справі українського Воєнного архіва. «Діло» (Львів), 1916
- Військово-архівна справа в Україні. «Українська старовина» (Кам'янець), 1919, № 1
- Графіка українських грошових знаків. «Стара Україна» (Львів), 1925, № 11/12;
- Як охоронялися пам'ятки. «Нова Україна» (Прага), 1925, № 4/6;
- Спогади про Володимира Самійленка. «ЛНВ», 1926. - No3. – С.219-240.